# Мордовский областной комитет КПСС
Мордовский областной (республиканский) комитет КПСС — центральный партийный орган, существовавший в Мордовской автономной области и Мордовской АССР с января 1930 года  по 6 ноября 1991 года.

## История
- 16 июня 1928 года был создан Мордовский национальный округ в составе Средне-Волжского - Куйбышевского края.
- 30 января 1930 года Мордовский национальный округ преобразован в Мордовскую автономную область.
- 20 декабря 1934 года Мордовская автономная область преобразована в Мордовскую Автономную Социалистическую Советскую Республику
- 13 октября 1952 года Мордовский областной комитет ВКП (б) переименован в Мордовский областной комитет КПСС.
- В 1990 или 1991 году преобразован в Мордовский республиканский комитет КП РСФСР (в составе КПСС).
- 23 августа 1991 деятельность КП РСФСР (КПСС) приостановлена, а 6 ноября того же года запрещена.

### Ответственные секретари
- - 1.8.1928 Полумордвинов Григорий Афанасьевич
- 8.1928 - 11.1929 Полумордвинов, Григорий Афанасьевич
- 01.1930 - 11.1931 Пеллинен, Павел Данилович

## Первые секретари ВКП(б)/КПСС
- 11.1931 - 9.1932 Пеллинен, Павел Данилович
- 9.1932 - 1.1934 Гантман, Вениамин Романович
- .1 - 20.12.1934 Прусаков, Михаил Дмитриевич
- 20.12.1934 - 7.6.1937 Прусаков, Михаил Дмитриевич
- 14.6 - 19.7.1937 Путнин, Владимир Маркович
- 19.7 - 9.9.1937 и. о. Поляков Александр Александрович
- 9.9.1937 - 10.6.1938 и. о. Кузнецов, Иван Алексеевич (партийный деятель)
- 15.6.1938 - 1.1940 Кузнецов, Иван Алексеевич (партийный деятель)
- 1.1940 - 1945 Петушков, Василий Павлович
- 1945 - 12.1948 Кочергин, Сергей Алексеевич
- 12.1948 - 9.1951 Пиксин, Иван Алексеевич
- 9.1951 - 1.1958 Закурдаев, Василий Иванович
- 1.1958 - 3.3.1968 Осипов, Георгий Иванович
- .3.1968 - 4.1971 Елистратов, Пётр Матвеевич
- 4.1971 - 24.8.1990 Берёзин, Анатолий Иванович
- вакансия, и. о. 2-й секретарь Мордовского областного комитета КПСС Меркушкин, Николай Иванович (24.8.1990 — 27.10.1990)
- Скопцов, Виктор Александрович (27.10.1990 — 23.8.1991)